# Muyassar Temirova
Muyassar Temirova (russisch Муяссар Темирова, geboren 2. Februar 1941 in Buxoro) ist eine usbekisch-sowjetische Juwelierin. 1972 wurde ihr der hohe Titel „Oʻzbekiston xalq rassomi“ (Volkskünstlerin Usbekistans) verliehen. 1995 erhielt sie den Titel Heldin Usbekistans.

## Leben
Muyassar Temirova wurde 1941 in der Stadt Buxoro geboren. Nach ihrem Schulabschluss im Jahr 1959 lernte sie in einer Goldstickereifabrik. Ihre erste Lehrerin war die Volkskünstlerin Maʼsuma Ahmedova. Muyassar war fähig und fleißig und beherrschte die technischen und künstlerischen Feinheiten der Goldstickerei.
Muyassar Temirova war eine der führenden Handwerkerinnen der Buchara-Goldstickereifabrik. 1970 schuf sie im Auftrag des Republikanischen Modellhauses für die Weltausstellung Expo ’70 im japanischen Osaka ein goldenes Stickset für Damen. Temirova beteiligte sich aktiv und überwachte direkt die Produktion eines einzigartigen Wandbildes zum 525. Jahrestag von Mir ʿAli Schir Nawāʾi.
Sie beteiligte sich auch an der Herstellung von Wandbildern des Samaniden-Mausoleums, des Kalon-Minaretts sowie der Flagge und des Wappens Usbekistans. Muyassar schuf vergoldete Porträts historischer Persönlichkeiten Usbekistans und beteiligte sich am Nähen der Vorhänge der Paläste „Freundschaft der Völker“ und „Turkestan“. Seit 1972 nimmt Temirova an republikanischen und internationalen Ausstellungen teil; ihre Werke werden in Museen und Sammlungen in der Republik und im Ausland ausgestellt. Die kreativen Werke von Muyassar Temirova wurden auf verschiedenen internationalen Ausstellungen in mehr als zehn Ländern ausgestellt.